# Abakus (arhitektura)
Abakus je arhitektonski izraz za ravnu ploču koja se nalazi na kapitelu klasičnog stuba te čini njegov najviši dio. Uloga abakusa je stvoriti veću površinu za arhitrav ili luk koji treba nositi. Ploča je najčešće četvrtastog oblika. Na jonskom i dorskom stubu ima okomite bočne strane i oštre uglove, a kod korintskog uglovi su tupi, a bočne strane kose. Postoji u raznovrsnim oblicima i u bizantskom, romanskom i gotskom stilu.
- Primjeri
- abakusa
- u
- Francuskoj